# Soriculus beibengensis
Soriculus beibengensis ist eine Spitzmausart aus der Gattung Soriculus. Sie kommt im östlichen Himalaya vor, wo sie bisher lediglich von einer Lokalität im Kreis Mêdog im Autonomen Gebiet Tibet dokumentiert wurde. Es handelt sich um kleine Vertreter der Spitzmäuse mit deren typischem äußerlichen Erscheinungsbild. Markant sind die dunkle Fellfärbung und die vergrößerten Krallen der Vorderfüße; Letzteres ist ein Charakteristikum der Gattung Soriculus. Die Tiere bewohnen Mischwälder; genauere Informationen zur Lebensweise liegen nicht vor. Die Art wurde im Jahr 2024 wissenschaftlich eingeführt.

## Merkmale

### Habitus
Soriculus beibengensis ist ein kleinerer Vertreter der Gattung Soriculus. Seine Kopf-Rumpf-Länge variiert anhand von zehn vermessenen Individuen zwischen 7,0 und 8,1 cm. Hinzu kommt ein 3,8 bis 4,4 cm langer Schwanz. Im Verhältnis zur Gesamtlänge ist der Schwanz relativ kurz, er nimmt nur 53 % der Länge des restlichen Körpers ein. Das Körpergewicht beträgt 8,8 bis 23,2 g. Die Art ist dadurch etwas größer als Soriculus minor, aber kleiner als alle anderen Angehörigen der Gattung. Im Erscheinungsbild ähnelt Soriculus beibengensis anderen Spitzmäusen, typisch für die Gattung sind die Vorderfüße und die Klauen vergrößert. Das Rückenfell zeigt eine dunkelgraue bis schwarze Farbgebung, die Unterseite ist etwas heller getönt. Entsprechend weist der Schwanz oberseits eine dunkle, unterseits eine hellere Tönung auf. Die Oberseite der Vorder- und Hinterfüße tragen eine hellbraune bis schwarze Behaarung. Der Hinterfuß wird 1,1 bis 1,4 cm lang, die Ohren sind maximal 1,0 cm hoch.

### Schädel- und Gebissmerkmale

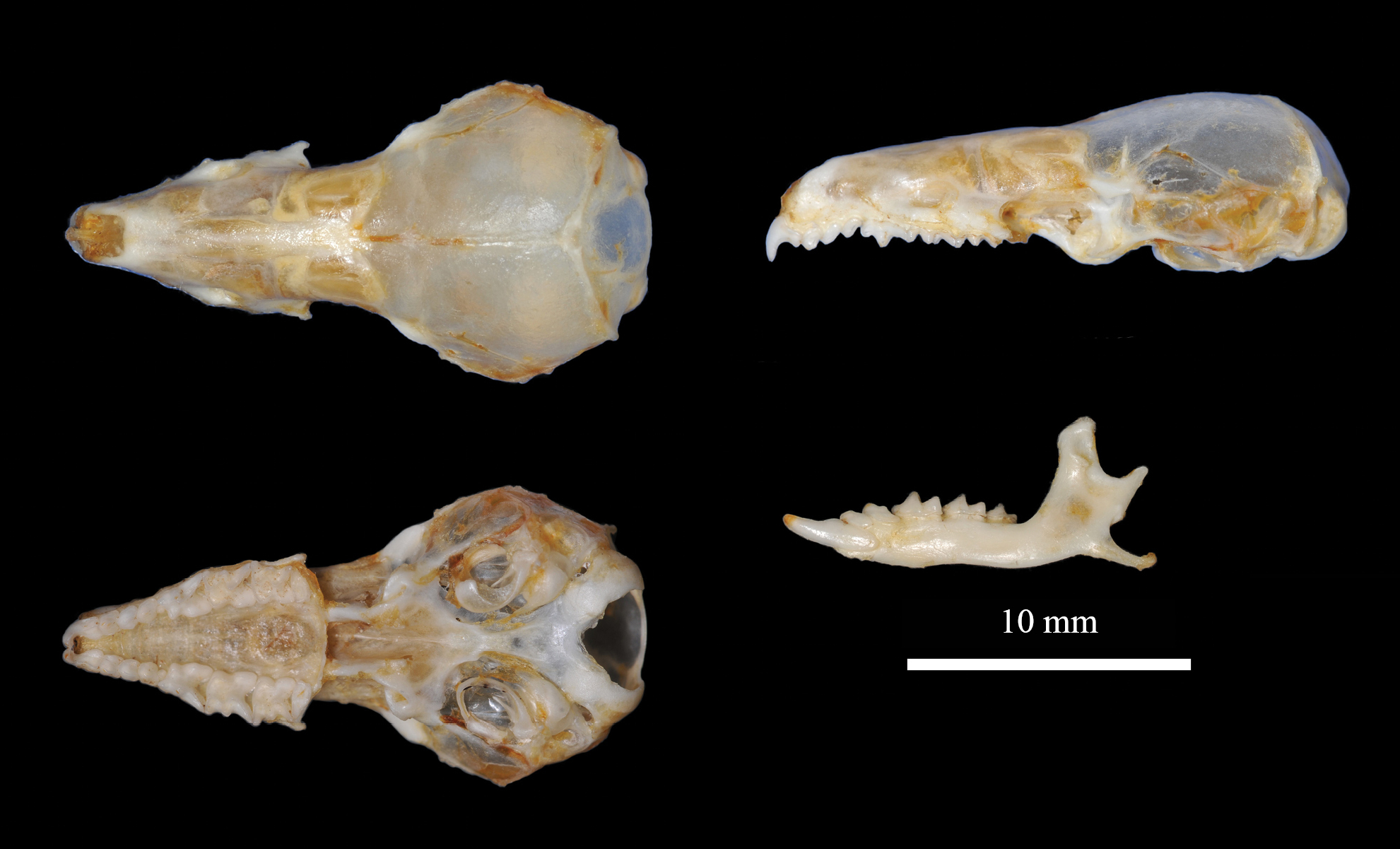
Schädel von Soriculus beibengensis

Der Schädel ist 20,4 bis 21,3 mm lang und am Hirnschädel 10,2 bis 11,0 mm breit sowie 6,0 bis 6,5 mm hoch. Der hintere Schädelabschnitt wirkt im Profil niedrig und flach, das Rostrum hingegen eher breit.  Das Hinterhaupt ist gerundet, auf der Schädeloberseite verläuft ein gut entwickelter Scheitelkamm. Auf der Schädelunterseite sind das Basisphenoid und das Basioccipital miteinander verwachsen. Die Länge des Unterkiefers reicht von 11,3 bis 11,9 mm. Der spatelförmige Kronenfortsatz ragt steil auf, die Vorderkante ist eingedellt. Der Gelenkfortsatz steht in einem Winkel von etwa 45° zum Kronenfortsatz und erreicht nicht dessen Höhe. Am hinteren Ende des Unterkiefers ist der Winkelfortsatz dünn ausgezogen, seine Spitze richtet sich etwas auf. Das Gebiss besteht aus 30 Zähnen, die Zahnformel lautet: {\displaystyle {\frac {3.1.2.3}{2.0.1.3}}}. Der vorderste obere Schneidezahn steht senkrecht. Er zeigt an der Spitze eine leichte orangefarbene Pigmentierung. Sie ist deutlicher am inneren unteren Schneidezahn ausgebildet, der zudem nach vorn ragt. Abweichend von einigen anderen Arten der Gattung Soriculus kommt bei Soriculus beibengensis nur eine spärliche Zahnpigmentierung vor. In der oberen Zahnreihe folgen auf den ersten Schneidezahn vier einspitzige Zähne, die nach hinten an Größe verlieren. Im Unterkiefer stehen die Schneidezähne und der einzige Prämolar dicht beieinander. Sowohl in der oberen als auch der unteren Gebisshälfte sind die jeweils hintersten Molaren am kleinsten ausgebildet. Die obere Zahnreihe wird zwischen 8,8 und 9,2 mm lang, die untere zwischen 8,0 und 8,5 mm.

## Verbreitung und Lebensraum

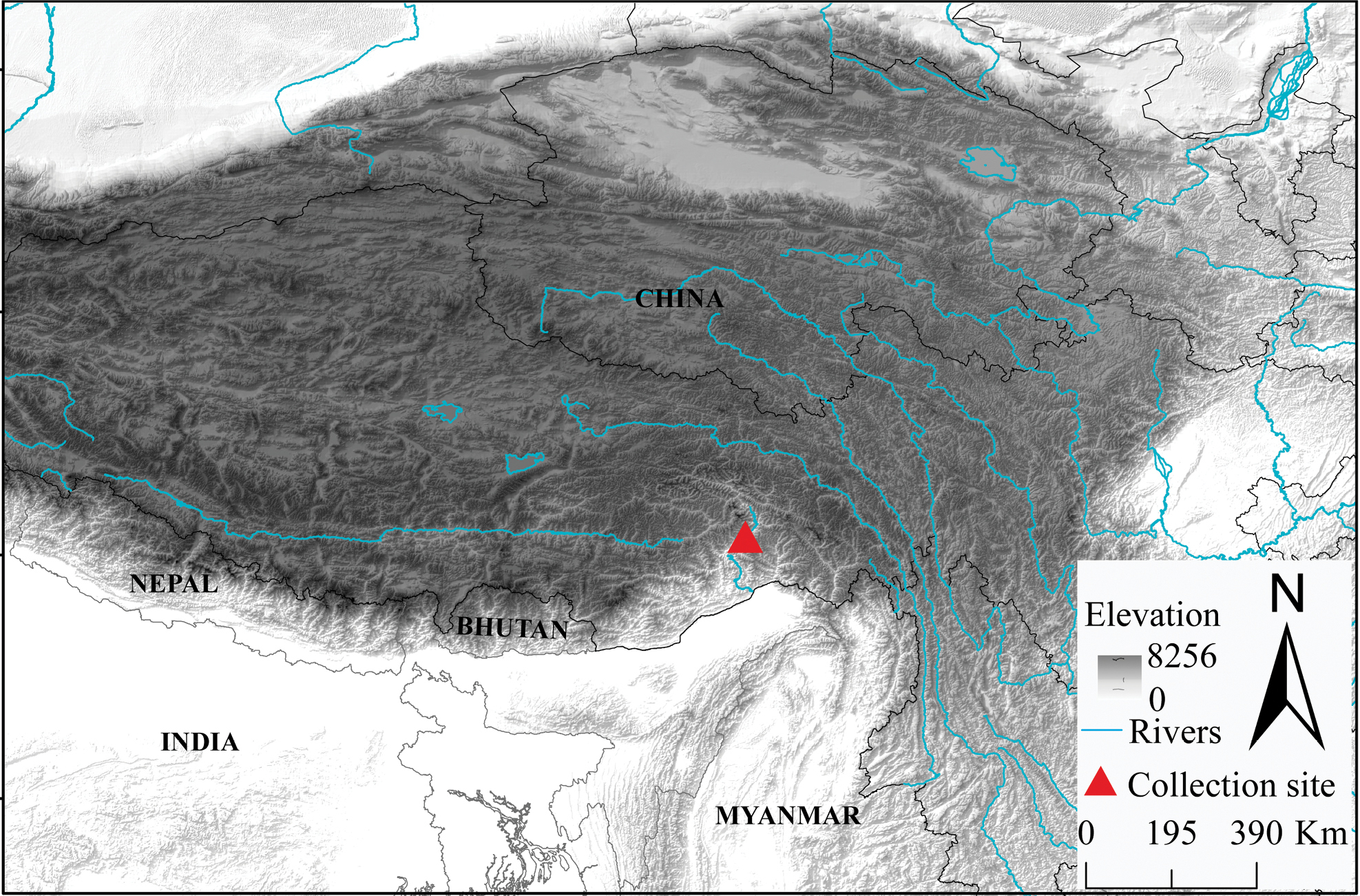
Verbreitungsgebiet von Soriculus beibengensis

Das Verbreitungsgebiet von Soriculus beibengensis ist auf das östliche Gebiet des tibetischen Hochlandes beschränkt. Die Art wurde bisher lediglich von der Typuslokalität Beibeng bei der Ortschaft Damu im Kreis Mêdog im Autonomen Gebiet Tibet dokumentiert. Die Höhenverbreitung reicht von 1500 bis 2125 m über dem Meeresspiegel. Die meisten Individuen wurden in von Eichen dominierten Mischwäldern gesichtet, einige wenige auch in solchen aus Nadel- und Laubgehölzen.

## Lebensweise
Über die Lebensweise von Soriculus beibengensis liegen keine Informationen vor.

## Systematik
Soriculus beibengensis ist eine Art aus der Gattung Soriculus innerhalb der Familie der Spitzmäuse (Soricidae). Der Gattung Soriculus gehören momentan fünf Arten an. Der bekannteste Vertreter ist die Sikkim-Großklauenspitzmaus (Soriculus nigrescens), die zuvor auch den einzigen repräsentierte. Erst molekulargenetische Untersuchungen aus den 2020er Jahren deckten weitere Angehörige auf. Alle Arten der Gattung sind im Himalaya verbreitet. Typisches Kennzeichen bilden die vergrößerten Krallen der Vorderfüße, die möglicherweise zum Graben im Untergrund eingesetzt werden. Innerhalb der Spitzmäuse wird die Gattung Soriculus der Unterfamilie der Soricinae zugeordnet. Diese Stellung unterstreicht die orangefarbene Pigmentierung der vorderen Zähne. Es bestehen nähere Verwandtschaften zu den Gattungen Chodsigoa und Episoriculus. Die Gattungen spalteten sich im Oberen Miozän vor rund 7 Millionen Jahren voneinander ab. Soriculus selbst diversifizierte sich kurz darauf zu Beginn des Pliozäns. Die Schwesterart von Soriculus beibengensis bildet Soriculus minor. Beide trennten sich vor rund 2 Millionen Jahren und somit im Unterpleistozän.
Die wissenschaftliche Erstbeschreibung von Soriculus beibengensis erschien im Jahr 2024 unter der Autorschaft von Pei Xiaoxin und Kollegen. Die neue Art war aber bereits zuvor im Rahmen genetischer Analysen erkannt worden, aufgrund zu weniger Vergleichsindividuen blieb eine genaue Definition jedoch vorerst aus. Während einer Felduntersuchung im Jahr 2023 konnten neun weitere Exemplare gefangen werden, welche die Grundlage für die Artbeschreibung bildeten. Der Holotyp ist ein ausgewachsenes weibliches Tier von Beibeng im Kreis Mêdog im Autonomen Gebiet Tibet, was gleichzeitig das Typusgebiet darstellt. Darauf verweist auch das Artepitheton.

## Bedrohung und Schutz
Zur Gefährdung des Bestandes von Soriculus beibengensis liegen keine Informationen vor, die Art wird von der IUCN gegenwärtig nicht erfasst. Allgemein gilt die Gattung als relativ häufig.